# Lucky (singel Britney Spears)
Lucky – utwór i drugi singel piosenkarki pop Britney Spears, z jej drugiego albumu Oops!... I Did It Again, wydany 8 sierpnia 2000 roku.
Została napisana oraz wyprodukowana przez Maksa Martina i Ramiego.

## Formaty i lista utworów singla
| Australijski Singel: Special Edition - CD 1 (9251072) 1. "Lucky" — 3:24 2. "Heart" — 3:00 3. "Lucky" [Jack D. Elliot Radio Mix] — 3:26 4. "Oops!... I Did It Again" [Jack D. Elliot Club Mix] — 6:24 - CD 2 (9251062) 1. "Lucky" — 3:24 2. "Oops!... I Did It Again" [Rodney Jerkins Remix] — 3:07 3. "Oops!... I Did It Again" [Ospina's Crossover Mix] — 3:15 4. "Lucky" [Jason Nevins Mixshow Edit] — 5:51 5. "Lucky" [Jason Riprock And Alex G Radio Edit] — 3:58 6. Enhanced With "Oops!... I Did It Again" Video Brytyjski CD Singel (9251022) 1. "Lucky" — 3:24 2. "Heart" — 3:00 3. "Lucky" [Jack D. Elliot Radio Mix] — 3:26 Brytyjski Singel kasetowy (9251024) 1. "Lucky" — 3:24 2. "Heart" — 3:00 3. "Oops!... I Did It Again" [Jack D. Elliot Club Mix] — 6:24 | Europejski CD Singel (9250902) 1. "Lucky" — 3:24 2. "Heart" — 3:00 3. "Lucky" [Jack D. Elliot Radio Mix] — 3:26 Amerykański Promo CD (JDJ-427252) 1. "Lucky" — 3:24 2. "Lucky" [Instrumental] — 3:24 3. "Lucky" [Call-Out Research Hook] — 0:11 Amerykański Promo 12" Vinyl (DUTCH23) - Strona A: 1. "Lucky" [Jack D. Elliot Club Mix] — 6:42 2. "Lucky" — 3:24 3. "Lucky" [Jack D. Elliot Radio Mix] — 3:26 - Strona B: 1. "Lucky" [Riprock 'N' Alex G Extended Club Mix] — 7:16 2. "Lucky" [Jason Nevins Mixshow Edit] — 5:51 |

## Notowania
| Notowanie (2000)                | Najwyższa pozycja |
| ------------------------------- | ----------------- |
| Australian ARIA Singles Chart   | 1                 |
| Austrian Singles Chart          | 1                 |
| Belgian Singles Chart           | 5                 |
| Brazilian Hot 100               | 30                |
| Canadian Singles Chart          | 7                 |
| Eurochart Hot 100 Singles       | 1                 |
| Dutch Top 40                    | 2                 |
| Finnish Singles Chart           | 7                 |
| French Singles Chart            | 8                 |
| German Singles Chart            | 1                 |
| Irish Singles Chart             | 2                 |
| Israeli Singles Chart           | 2                 |
| New Zealand RIANZ Singles Chart | 3                 |
| Norwegian Singles Chart         | 3                 |
| Swedish Singles Chart           | 1                 |
| Swiss Singles Chart             | 1                 |
| 'Tokyo Hot 100'                 | 1                 |
| UK Singles Chart                | 2                 |
| U.S. Billboard Hot 100          | 7                 |
| United World Chart              | 2                 |

## Certyfikaty
| Kraj            | Certyfikat | Sprzedaż |
| --------------- | ---------- | -------- |
| Australia       | Platyna    | 70 000   |
| Niemcy          | Złoto      | 150 000  |
| Nowa Zelandia   | Platyna    | 10 000   |
| Szwecja         | Platyna    | 20 000   |
| Wielka Brytania | Srebro     | 203 000  |